# Naga Hills
Les Naga Hills sont un massif au sud-est de l'Himalaya et font office de frontière naturelle entre le nord-ouest de la Birmanie et l'est de l'Inde. La frontière passe de telle sorte qu'une toute petite partie de ce massif se trouve en Birmanie. Elles culminent à 3 827 mètres d'altitude avec le mont Saramati. La région est peuplée par les Naga.

## Situation

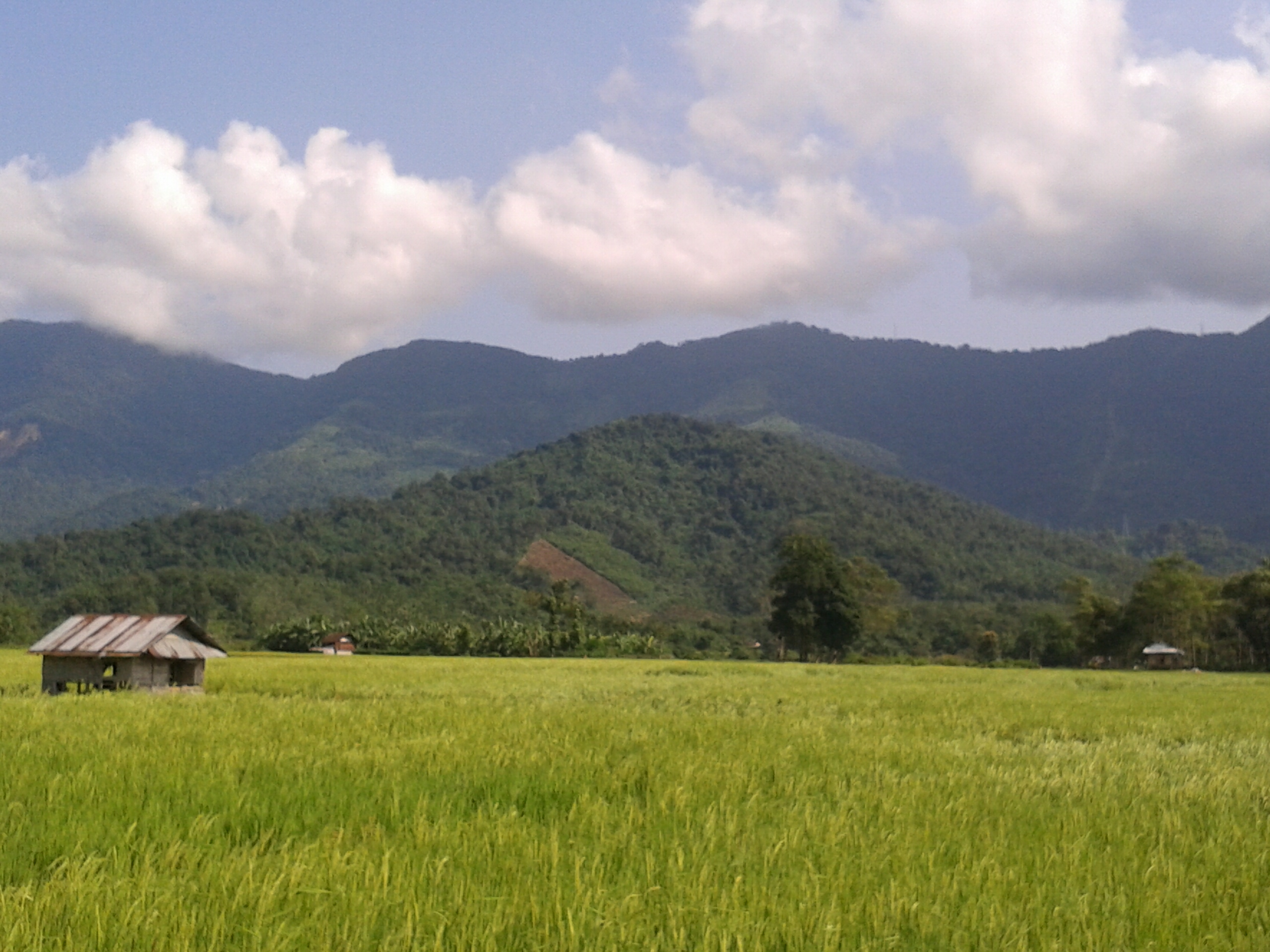
Vue des Naga Hills.

Les Naga Hills font partie de la chaîne de montagnes formée de six groupes de pics coniques, de pentes raides et de vallées profondes. Cette chaîne est constituée, du nord au sud, du plateau tibétain, dans sa partie indienne du Patkai dans l'Arunachal Pradesh, des Naga Hills au Nagaland, des Chin Hills, des Lushaï Hills du Mizoram et enfin, la plus au sud, la chaîne de l'Arakan. Le Purvachal forment un arc dont la courbure est orienté vers le nord-ouest, et les Garo-Khasi-Jaintia du Meghalaya forment la flèche prête à être décochée.

## Histoire
À l'époque du Raj britannique, Naga Hills était le nom d'un district administratif qui occupait cette zone.